# Aegus platyodon punctipennis
Aegus platyodon punctipennis es una subespecie de coleóptero de la familia Lucanidae.

## Distribución geográfica
Habita en Borneo, Sumatra (Indonesia).